# Rubus mollis
Rubus mollis — вид квіткових рослин з родини трояндових (Rosaceae). Ареал: Австрія, Чехія, Словаччина, Німеччина, пд.-зх. Польща.
Вид, пов'язаний у Польщі із Судетами, особливо з басейном Котліни-Клодзи.